# Rajka Baković
Rajka Baković (Oruro, 23 de septiembre de 1920- Zagreb, 29 de diciembre de 1941) fue una estudiante boliviano-croata, que junto con su hermana Zdenka fueron conocidas como las «Hermanas Baković» durante la Segunda Guerra Mundial. Fue condecorada con la Orden de Héroe del Pueblo.

## Biografía
Rajka nació en Oruro, Bolivia, en el seno de una familia pudiente proveniente de Brac. Su padre, junto con su hermano, era dueño de un hotel y un comercio. En 1921 la familia regresa a Croacia, y Rajka comenzó sus estudios en la escuela de Zagreb, uniéndose allí a la organización juvenil de los estudiantes revolucionarios. En 1938 se incorporó a la Unión de Juventudes Comunistas de Yugoslavia. Después de la escuela, ingresó en la Facultad de Filosofía de la Universidad de Zagreb.

## Las hermanas Rajka y Zdenka Baković
Entre los relatos legendarios sobre héroes y heroínas del movimiento obrero, y los recuerdos reales sobre la lucha antifascista no había lugar para la gente de carne y hueso. Por eso la historia de las hermanas Bakovic no es del todo común.
La familia Bakovic es originara de la Isla de Brach, en Croacia, el padre de las hermanas Rajka y Zdenka, llegó junto con su hermano a Bolivia a comienzos del siglo XX, a la ciudad de Oruro, donde han instalado un pequeño hotel, que tuvo mucho éxito y con el que la familia obtuvo grandes ganancias. Llegando después su prometida, se casó inmediatamente. Los hijos del matrimonio nacieron en Oruro en este orden: Zdenka, Jerko, Rajka, y Mladen.
En 1921, la familia decide regresar a la entonces Yugoslavia, llevándose además a la nana de la familia, Leucadia Peres, quien se casó al poco tiempo con un obrero de la ciudad de Karlovac, donde falleció de tuberculosis. Su hijo, Franjo Kosovic,fue un eminente médico, falleció en 2008 en la capital Zagreb.
En la Isla de Brach, Rajka y Zdenka terminaron los estudios de primaria y la familia decidió trasladarse a Zagreb, donde compraron una casa de tres pisos. Zdenka se empleó como costurera en la fábrica Singer, la empresa inclusive la envía a Viena para su maestría en el rubro.
Rajka, la más abierta y sociable de las hermanas, se inscribe al Liceo Real de señoritas y se incorpora a la juventud de la Liga Comunista, siendo muy activa entre las muchachas del Liceo. Muy rápido fue aceptada y en la Liga de la Juventud Comunista de Yugoslavia.
Después de la muerte del padre, adquirieron un kiosco para que la familia pudiese sobrevivir debido a que no se encontraban en una buena situación económica. El kiosco ubicado en un lugar estratégico, a lado del teatro juvenil de Zagreb “Janje” era administrado por Zdenka. Mientras Rajka ingresó a la facultad de Filosofía de la Universidad de Zagreb en 1940, donde conoció a un enamorado del que solo se sabe su nombre Branko. Cuando capituló Yugoslavia, se instauró un régimen pro nazi en Croacia como el Estado Independiente Croata. Rajka y el hermano menor Mladen ayudaban a la mayor Zdenka en la atención del kiosco, el que era lugar de encuentro de jóvenes comunistas, además, era el punto de entrega y distribución de mensajes, encomiendas y donde se determinaban las reuniones secretas.
En el verano de 1941, el legendario secretario del Comité Central del Partido Comunista de Croacia Rade Koncar nombró a Zdenka Bakovic y a su kiosco como el lugar oficial de contactos del partido y luego en el otoño para el enlace con los partisanos. El kiosco que estaba bien camuflado, era el centro de comunicaciones con el Estado Mayor del Ejército Popular de Liberación. Zdenka que hablaba bastante bien el alemán, también vendía periódicos alemanes, convirtiéndose el kiosco en lugar perfecto de encuentro de oficiales alemanes, así las actividades conspirativas pudieron pasar sin problemas hasta fines de año, cuando un mensajero del Comité del Partido Comunista de Dalmacia fue detenido y después de ser torturado, delató dónde entregaba y recibía documentos.

## Arresto
En la tarde del 20 de diciembre de 1941, agentes del Servicio de Vigilancia Ustasha (en croata: Ustaška nadzorna služba; UNS) irrumpieron en el apartamento de la familia Baković en la calle Gundulićeva, lo registraron y finalmente arrestaron a Zdenka, Rajka y Mladen. Ambas hermanas fueron sometidas a graves torturas para que revelaran sus conexiones. Fueron torturados por la noche y llevados al quiosco durante el día, porque la policía esperaba que atraparan a otros miembros de la resistencia, pero eso no sucedió. Hana Pavelić, miembro del movimiento de resistencia responsable de una conexión entre la Liga de Comunistas y el quiosco de periódicos, notó que algo andaba mal en el comportamiento de Zdenka y Rajka, por lo que informó a otros. Hana Pavelić pronto fue capturada y asesinada en el Campo de concentración de Stara Gradiška. Las hermanas no traicionaron a nadie a pesar de las fuertes palizas. Cuando llevaron a Rajka al quiosco, después de soportar tres días de constantes golpizas, no pudo más. Slavka, la criada de la familia Baković, pidió a uno de los agentes que le permitiera llevarse a Rajka a casa para que al menos pudiera bañarse. En un momento, Rajka logró pasarle a su hermano, Jerko, una nota que decía: "¿Puedo hablar ahora?" a lo que Jerko respondió brevemente: "No".

## Fallecimiento
El 24 de diciembre de 1941, después de cinco días de tortura, Rajka fue trasladada a un hospital. El 25 de diciembre, Zdenka, en un momento de desesperación al ver que Rajka no estaba allí, se liberó de sus guardias y se arrojó desde el cuarto piso de la sede de la UNS en la calle Zvonimirova, donde murió. Rajka murió a causa de sus graves heridas el 29 de diciembre de 1941. Existe un registro de Zdenka emitido por el Instituto de Medicina Forense y Criminología, del 27 de diciembre de 1941, y un registro emitido por el Instituto de Patología del Hospital del Espíritu Santo de Rajka, del 29 de diciembre de 1941. El informe de la autopsia de Rajka dice, entre otras cosas: "... hematoma en las extremidades inferiores por golpes ..." y "hematoma en la frente".